# 산청 석남암사지 석조비로자나불좌상 납석사리호
산청 석남암사지 석조비로자나불좌상 납석사리호(山淸 石南巖寺址 石造毘盧遮那佛坐像 蠟石舍利壺)는 경상남도 지리산 암벽 아래에 있는 암자터에서 불상이 없는 대좌의 가운데 받침돌 안에서 발견된 통일신라 때의 거무스름한 곱돌(납석)로 만들어진 항아리이다. 
1986년 10월 15일 대한민국의 국보 제233호 전 산청 석남암사지 납석사리호로 지정되었다가, 2016년 7월 1일 대한민국의 국보 제233-2호 산청 석남암사지 석조비로자나불좌상 납석사리호로 지정명칭 및 번호가 변경되었다.

## 개요
경상남도 지리산 암벽 아래에 있는 암자터에서 불상이 없는 대좌의 가운데 받침돌 안에서 발견된 통일신라 때의 거무스름한 곱돌(납석)로 만들어진 항아리로 총 높이 14.5cm, 병 높이 12cm, 아가리 지름 9cm, 밑 지름 8cm이다.
몸통에 비해 도톰한 턱이 주둥이에 둘러져 있고, 밑 부분은 평편하고 넓어 안정감을 준다. 항아리의 아가리 아랫부분과 몸체의 중간, 그리고 조금 아래쪽에 각각 2줄의 가로선을 새겼다. 뚜껑 윗부분에도 2줄로 원을 그리고 안쪽 가운데에는 연꽃을 새겼다.
이 항아리 표면에는 15행으로 돌아가며 비로자나불의 조성 기록과 함께 영태 2년<신라 혜공왕 2년(766)>이라는 기록이 남아있어, 신라 비로자나불 좌상의 제작 연대를 8세기로 끌어올리는 역할을 했다. 새겨진 글자는 크기가 일정하지 않고 불규칙하게 나열되어 있어 판독이 애매한 곳도 있으나, 죽은자의 혼령을 위로하고 중생을 구제하길 바라는 글로 되어 있다.
전체적인 제작 기법이나 뚜껑 처리 방식, 글자의 새김 등 미술사적 측면과 비로자나불의 제작연대, 석불의 법사리 봉안과 조성 등 불교사적 측면에서 귀중한 자료가 된다.

## 지정명칭 및 번호 변경 사유
국보 제233호로 지정되어 있는 “전 산청 석남암지 납석사리호”는 사리호에 새겨진 명문기록과 이를 직접 수습한 사람의 증언, 그리고 이를 안치했던 비로자나불상 대좌의 납입공간과 사리호의 크기가 꼭 일치하여 석남암사지 석조비로자나불상에서 반출된 것이 분명하므로 현재 국보 제233호 전 산청 석남암사지 납석사리호에 대한 명칭과 지정번호 변경이 필요하다.
해당 석조비로자나불상의 조성목적과 존격을 고려하면, 불상에서 출토된 납석사리호는 비로자나불상의 부속유물로 생각할 수 있으므로, 지정번호도 그에 따라 부여되어야 할 것으로 생각된다. 한편, 석조비로자나불상과 납석사리호는 상호 밀접한 관련이 있는 유기적인 성격의 문화재이므로 한 번호로 지정․관리되어야 하지만, 현재 두 문화재가 소장처와 소유자 각기 다르므로 명칭과 가지번호로서 두 문화재가 관련성 있는 유물임을 드러내는 것이 좋을 것이다.
따라서 석조비로자나불좌상은 주존격이므로 국보 제233-1호 “산청 석남암사지 석조비로자나불좌상”으로 번호를 부여하고, 부속유물인 납석사리호는 국보 제233호 “전 산청 석남암사지 납석사리호”에서 국보 제233-2호 “산청 석남암사지 석조비로자나불좌상 납석사리호”로 지정번호와 지정명칭을 부여하는 것이 합리적이라고 판단된다.

## 같이 보기
- 산청 석남암사지 석조비로자나불좌상 - 국보 제233-1호

## 참고 자료
- 산청 석남암사지 석조비로자나불좌상 납석사리호 - 국가유산청 국가유산포털